# Jacques Charles François Sturm
Jacques Charles François Sturm (Ginevra, 29 settembre 1803 – Parigi, 15 dicembre 1855) è stato un matematico francese.

## Biografia
Nel 1821 iniziò a frequentare l'Accademia di Ginevra dove ebbe come insegnante di matematica Simon Lhuilier che riconobbe subito le sue capacità. Ritiratosi Lhuilier per limiti di età, Sturm fu aiutato da Jean-Jacques Schaub che, oltre a indirizzarlo negli studi, lo sostenne di fronte alle difficoltà finanziarie dovute alla recente morte di suo padre.
Conclusi gli studi presso l'Accademia, nel 1823 divenne precettore del figlio di Madame de Staël e in tale veste ebbe modo di scrivere alcuni articoli di geometria che furono pubblicati sugli Annales de mathématiques pures et appliquées diretti da Joseph Diaz Gergonne. Alla fine del 1823 la famiglia di Madame de Staël si trasferì a Parigi, Sturm la seguì ed ebbe modo di partecipare a riunioni scientifiche organizzate da François Arago e frequentate da personalità quali Laplace, Poisson, Fourier, Gay-Lussac e Ampere.

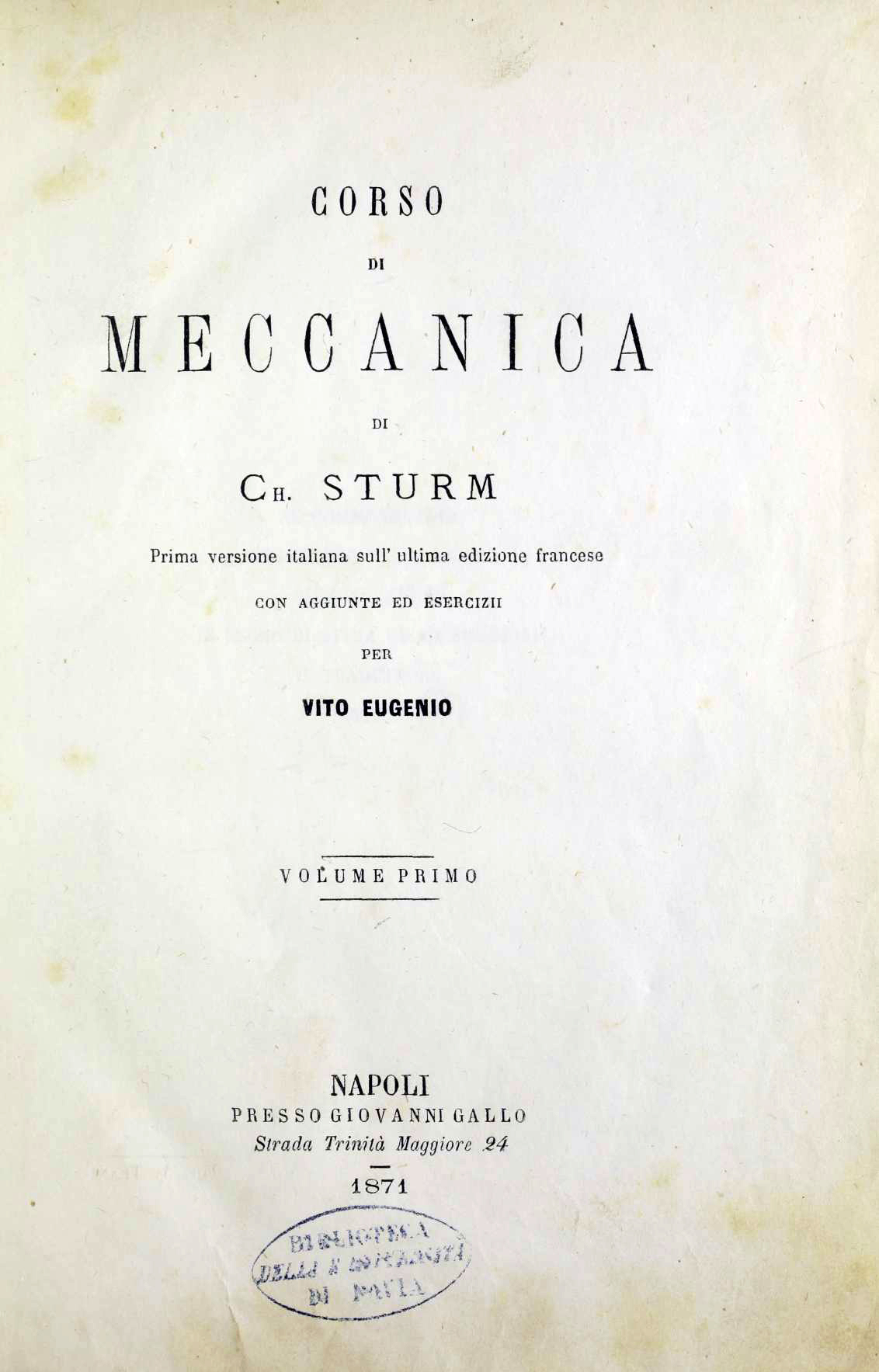
Corso di meccanica, 1871

Tornato a Ginevra, decise poi, insieme al compagno di scuola Colladon, di cercare fortuna a Parigi, ed ottenne un impiego presso il Bulletin universel. Nel 1829 scoprì il teorema relativo alla determinazione del numero di radici reali di un'equazione numerica comprese tra due limiti dati, teorema che porta il suo nome. Nell'anno seguente fu nominato professore di matematica presso il College Rollin.
Venne ammesso come membro dell'Académie des Sciences nel 1836, divenne répétiteur nel 1838, e nel 1840 professore presso l'École Polytechnique, ed infine succedette a Poisson nella cattedra di meccanica nella Facoltà di scienze a Parigi. Le sue opere, Cours d'analyse de l'École polytechnique (1857-1863) e Cours de mécanique de l'École polytechnique (1861), furono pubblicati dopo la sua morte avvenuta a Parigi.
Egli fu il co-eponimo della teoria di Sturm-Liouville insieme con Joseph Liouville. Il teorema di Sturm è un risultato fondamentale per la dimostrazione dell'esistenza degli zeri reali delle funzioni.
Il suo nome compare nella lista dei 72 nomi di scienziati, ingegneri e altre personalità incisi sulla Torre Eiffel.

## Opere
- Corso di meccanica [Cours de mécanique de l'École polytechnique], vol. 1, Napoli, Gallo, 1871.
- Corso di meccanica [Cours de mécanique de l'École polytechnique], vol. 2, Napoli, Gallo, 1871.